# 함양 개평리 노참판댁 고가
함양 개평리 노참판댁 고가(咸陽 介坪里 盧參判宅 古家)는 대한민국 경상남도 함양군 지곡면에 있는 건축물이다. 2004년 10월 21일 경상남도의 문화재자료 제360호로 지정되었다.

## 개요
노참판댁 고가의 안채는 마을 내에서 가장 오래 된 건물로서 상량문에 건축년도는 오래되어 확인이 되지 않고 있으나, 마을내에서 가장 오래되었다는 주민들의 의견에 이견이 없다
예전에는 안채 앞마당 좌우로 광 1채, 억새로 만든 3칸집이 더 있었으며 대문밖에 하인들이 거처하는 집들이 여러채 있었으나 전부 허물어져 없으며 현재는 대문간채, 사랑채, 안채 및 사당으로 어울려져 있다.

## 현지 안내문
조선 말기 우리나라 바둑계의 일인자였던 사초 노근영(盧近泳, 1875~1944)선생이 태어난 곳이다.
선생의 호가 사초여서 사람들은 노사초라고 즐겨 불렀으며 성품은 온화하면서도 검소하였고 어려운 사람들에게는 아낌없이 재산을 내주었다고 한다. 선생은 암울했던 일제 강점기에 일본 등지로 다니면서 가다니 8단과 혼다슈고 초단에게 백을 들고 만방으로 이기는 등 프로기사가 없던 시절에 조선 바둑계의 국수로 불렸다. 특히 며느리의 산후조리를 위해 보약을 지으러 갔다가 바둑친구를 만나 약을 손에 든 채로 서울로 바둑 유랑을 가는 등 많은 일화를 남긴 바둑계의 전설적인 인물로 알려져 있다.
또한 이곳은 선생의 증조부 감모재(感慕齋) 노광두(盧光斗, 1771~1859) 공이 만년에 낙향하여 기거한 곳으로서 공은 벼슬이 호조참판에 이르렀으나 매우 청렴하였다. 특히 이 지방에 심한 가뭄으로 흉년이 들자 임금께 조세를 감면해 주도록 상소하여 탕감을 받게 된 인근의 주민들이 그 고마움으로 재물을 갖다 주었으나 받지 않아 사랑채를 지어 주었는데 이와 같은 일은 전국적으로 찾아볼 수 없는 드문 경우이다.

## 참고 자료
- 함양개평리노참판댁고가 - 국가유산청 국가유산포털